# Charles VI (Oper)
Charles VI (deutsche Titel: Karl VI. oder Karl der Sechste) ist eine Oper in fünf Akten des französischen Komponisten Fromental Halévy. Das Libretto stammt von den Brüdern Casimir und Germain Delavigne. Die Uraufführung fand am 15. März 1843 in der Salle Le Peletier der Pariser Oper statt.

## Handlung
Die Handlung spielt in den letzten Jahren des geisteskranken und damit regierungsunfähigen französischen Königs Charles VI. Zu dieser Zeit ist der Hundertjährige Krieg zwischen Frankreich und England in vollem Gange. Die französische Königin Isabeau hat sich mit den Engländern gegen ihren Gemahl Charles VI und ihren Sohn, den späteren König Charles VII. verbündet und unterstützt die Ansprüche des englischen Königs auf den französischen Thron. Dieses Komplott wird von Odette, einer Bauerntochter und fiktiven Vorgängerin von Jeanne d’Arc, verhindert. Damit wird die rechtmäßige Thronfolge in Frankreich wiederhergestellt, und als Charles VI stirbt, folgt ihm sein Sohn Charles VII. auf den Thron. Die Franzosen haben sich damit gegen die Engländer durchgesetzt. Die Oper endet mit dem Schlusschor, Teil des letzten Finales, „Guerre aux tyrans! Jamais en France, jamais l’Anglais ne régnera“ (‚Krieg den Tyrannen! Niemals sollen die Engländer in Frankreich regieren‘).

Szenenbilder
Zweiter Akt, Kartenszene
Zweiter Akt, Spielkartenduett
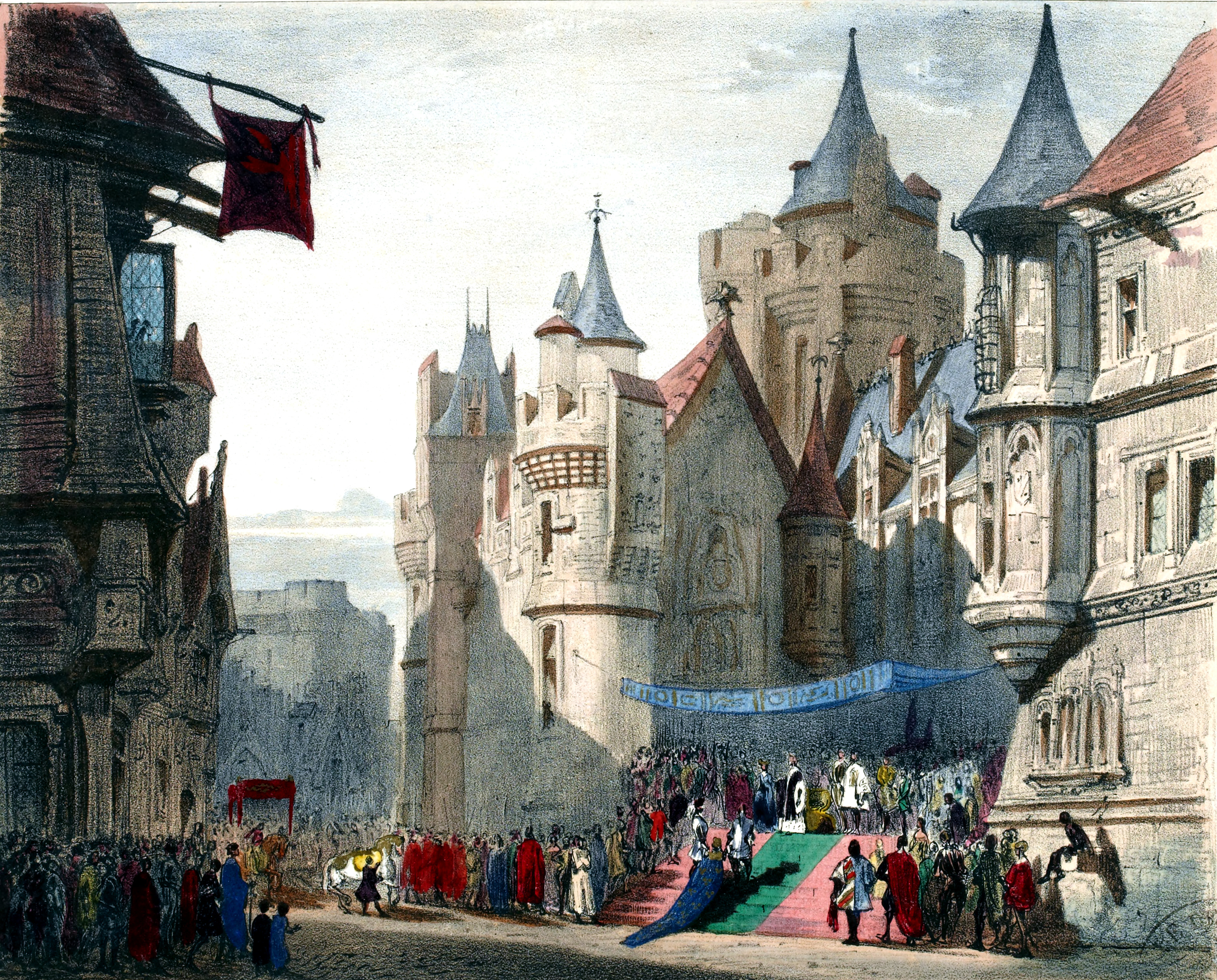
Vierter Akt, Szene 8
Fünfter Akt, erstes Bild
Fünfter Akt, letztes Bild

## Gestaltung

### Orchester
Die Orchesterbesetzung der Oper umfasst die folgenden Instrumente:
- Holzbläser: Piccoloflöte, zwei Flöten, zwei Oboen, zwei Klarinetten, zwei Fagotte
- Blechbläser: vier Hörner, zwei Hörner à pistons, vier Trompeten, zwei Trompeten à pistons, drei Posaunen, Ophikleide
- Pauken, Schlagzeug: große Trommel, Becken, Triangel, Tamtam, Tambour
- Harfe
- Streicher
- Bühnenmusik: vier Hörner, zwei Hörner à pistons, vier Trompeten, zwei Trompeten à pistons, Tambour, Harfe

### Musiknummern
Die Partiturausgabe von 1843 enthält die folgenden Musiknummern:
Erster Akt
- Nr. 1. Chor und Szene: „Tu vas partir, te voilà grande dame“
- Nr. 2. Chant national: „La France a l’horreur du servage“
- Nr. 3. Jagdchor: „La fanfare de chasse“
- Nr. 4. Duett: „Respect à ce Roi que succombe“
- Nr. 5. Duett: „Gentille Odette, Eh! quoi ton cœur palpite“

Zweiter Akt
- Nr. 6. Zwischenakt und Szene: „Gloire au maître, gloire aux chanteurs“
- Nr. 7. Villanelle und Arie: „Quand le Soleil montre en riant son front“
- Nr. 8. Tänze: La Pavanne – La Mascarade – La Bourrée
- Nr. 9. Szene und Chor: „Mylord, Messieurs, le banquet vous attend“
- Nr. 10. Szene und Romanze: „J’ai faim! que font-ils donc, tout le monde m’oublie“
- Nr. 11. Romanze: „Ah qu’un ciel sans nuages“
- Nr. 12. Duo des cartes (Spielkartenduett): „Eh! bien puisque les morts au plaisir sont rebelles“
- Nr. 13. Terzett und Finale: „Un intérêt puissant commande que le Roi“

Dritter Akt
- Nr. 14. Zwischenakt und Chöre: „Chantons verre en main“
- Nr. 15. Rezitativ und Arie: „Les joyeux écoliers! pourtant combien d’entr’eux“
- Nr. 16. Chor: „Grand Dieu qui rends à la nature“
- Nr. 17. Terzett: „Un infortuné qu’à vingt ans poursuit“
- Nr. 18. Szene und Cavatine: „Fête maudite! et qui fera répandre“
- Nr. 19. Quartett: „De leur triomphe passager il faut supporter“
- Nr. 20. Chor und Marsch: „Pompe de deuil, lugubre fête“
- Nr. 21. Finale: „Vive le Roi! vive la France!“

Vierter Akt
- Nr. 22. Zwischenakt und Arie: „Sous leur sceptre de fer ils ont tout comprimé“
- Nr. 23. Szene: „Au Roi je demande raison“
- Nr. 24. Szene und Ballade: „Chaque soir Jeanne sur la plage“
- Nr. 25. Prière (Gebet): „Quand le sommeil sur lui descend“
- Nr. 26. Szene der Geister: „Qu’ai-je entendu, quels lugubres murmures“
- Nr. 27. Finale: „A moi! sauvez mes jours“

Fünfter Akt
- Nr. 28. Zwischenakt und Couplets: „A minuit, le seigneur de Nivelle“
- Nr. 29. Szene und Chor: „Sur se cer, devant Dieu“
- Nr. 30. Szene und Cavatine: „Ce n’est point une faible femme“
- Nr. 31. Finale: „Meurtrier renonce à tes droits“

## Werkgeschichte
Die Hauptdarsteller der Uraufführung am 15. März 1843 in der Salle Le Peletier der Pariser Oper waren Paul Barroilhet (Charles VI), Gilbert Duprez (Dauphin), Jean-Baptiste-Bazille Canaple (Herzog von Bedford), Nicolas-Prosper Levasseur (Raymond), Placide-Alexandre-Guillaume Poultier (Gontran), Julie Dorus-Gras (Isabelle) und Rosine Stoltz (Odette). Die Ausstattung stammte von Pierre-Luc-Charles Cicéri, Charles Cambon, Jules Diéterle, Edouard Despléchin, René Philastre und Charles Séchan, die Kostüme von Paul Lormier. Diese damaligen Gesangsstars sowie die prachtvolle Inszenierung bewirkten einen einhelligen Erfolg. Der Schriftsteller Théophile Gautier war besonders beeindruckt von dem Kircheninnenraum des Schlussbilds, dessen Illusion „so vollkommen gewesen“ sein soll, „dass man die Weihrauchdüfte wahrzunehmen meinte.“ Aufgrund der damaligen Annäherungspolitik Frankreichs an England, wozu der Stoff der Oper nicht recht passte, wurde das Werk dennoch nach wenigen Jahren abgesetzt. Es gab 30 Aufführungen 1843, weitere 21 Vorstellungen von 1844 bis 1848 und die beiden letzten im Jahr 1850. Eine geringfügig überarbeitete Fassung wurde erstmals am 4. Oktober 1847 gezeigt.

Karikaturen der Hauptdarsteller, La Mode, 25. Februar 1846

Sänger der Uraufführung von 1843
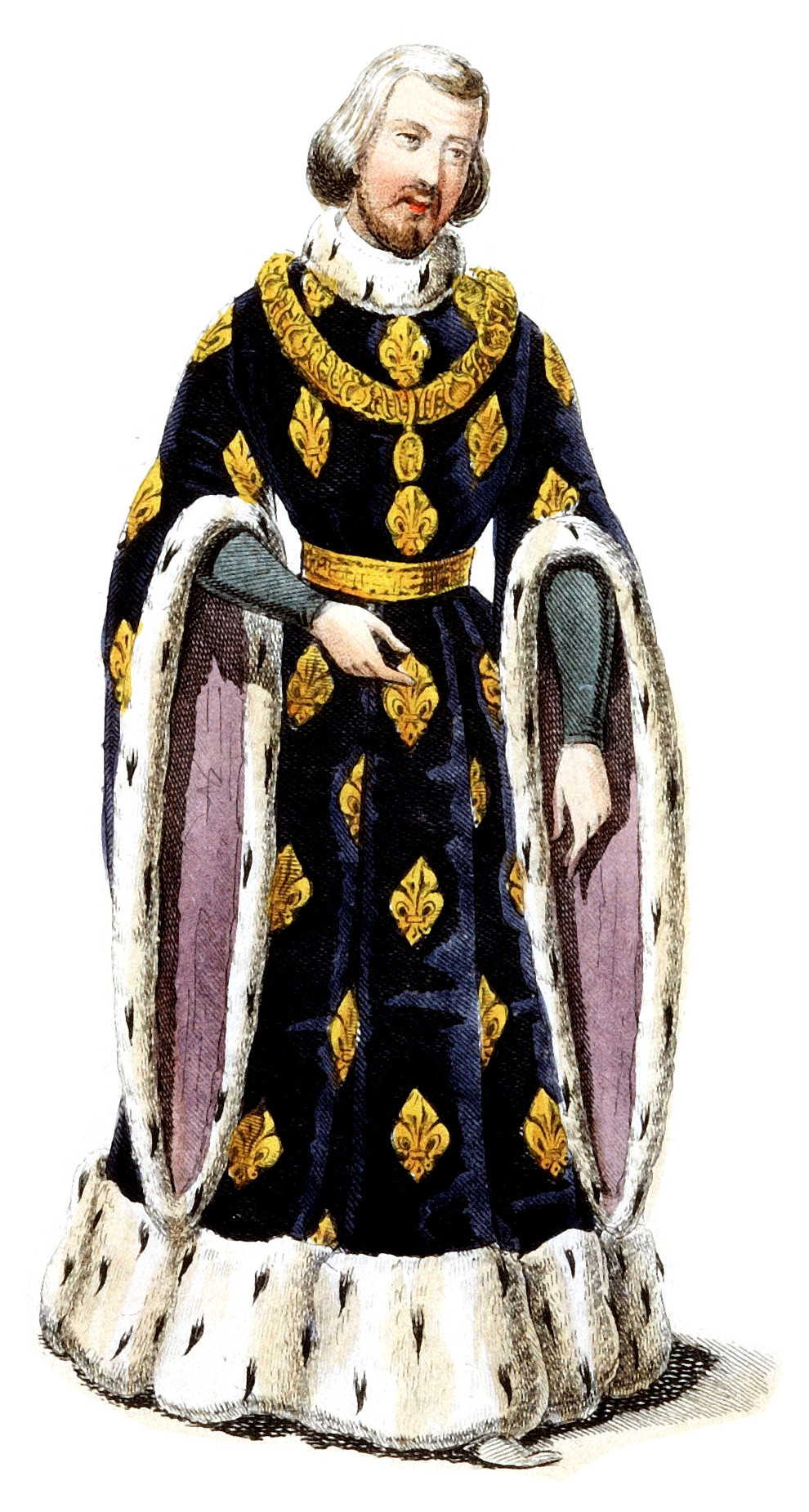
Paul Barroilhet (Charles VI)
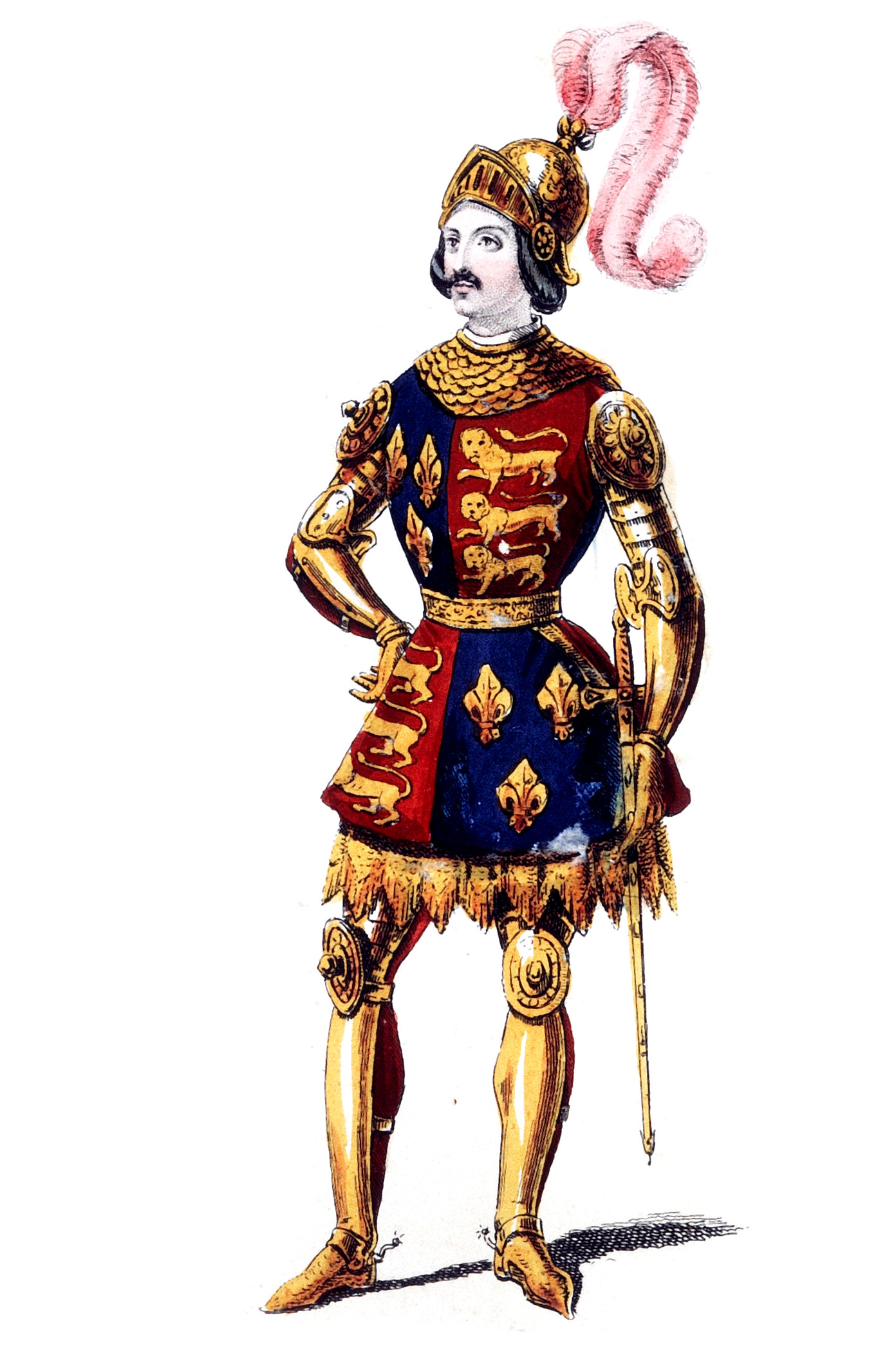
Jean-Baptiste-Bazille Canaple (Herzog von Bedford)
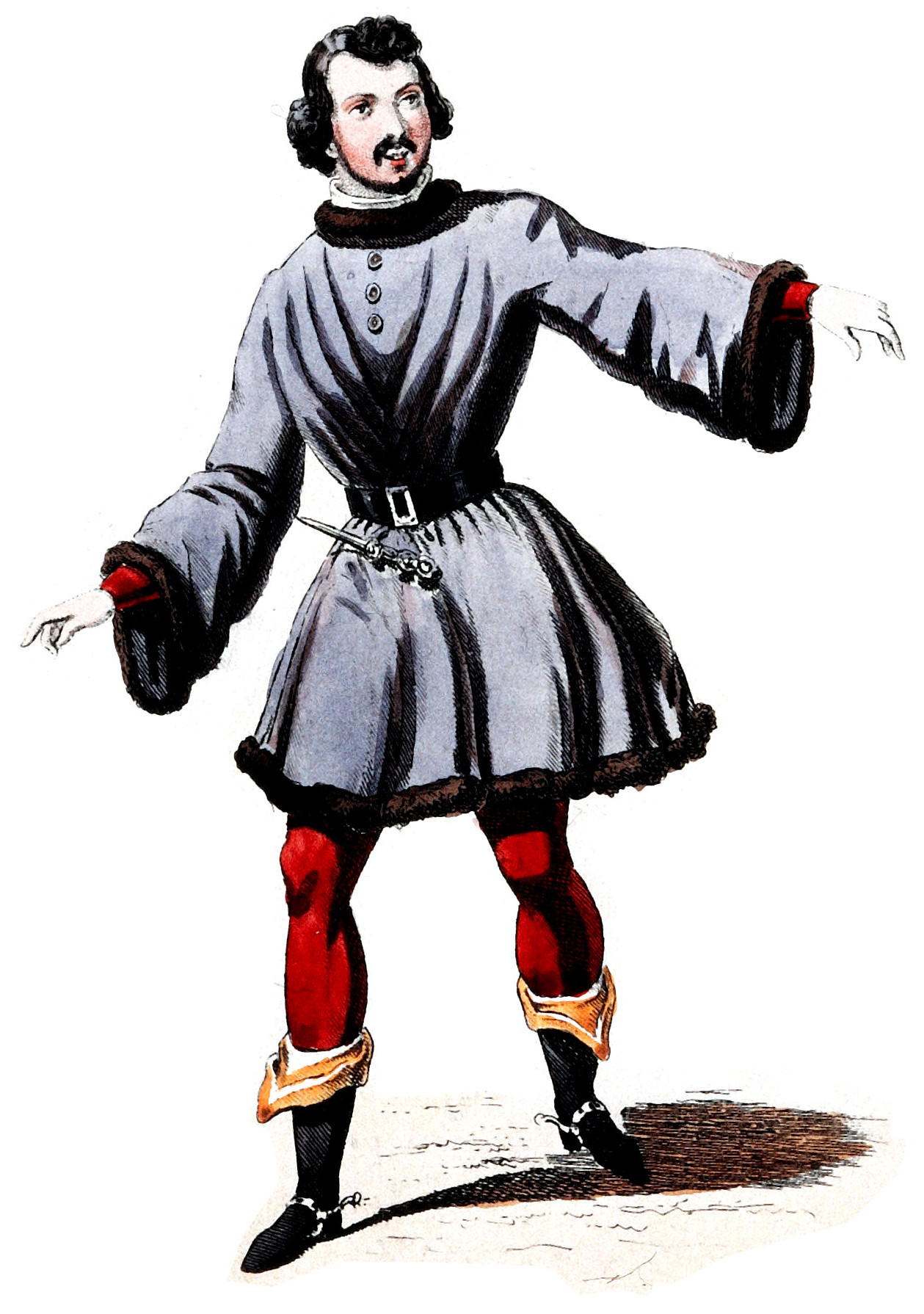
Gilbert Duprez (Dauphin)
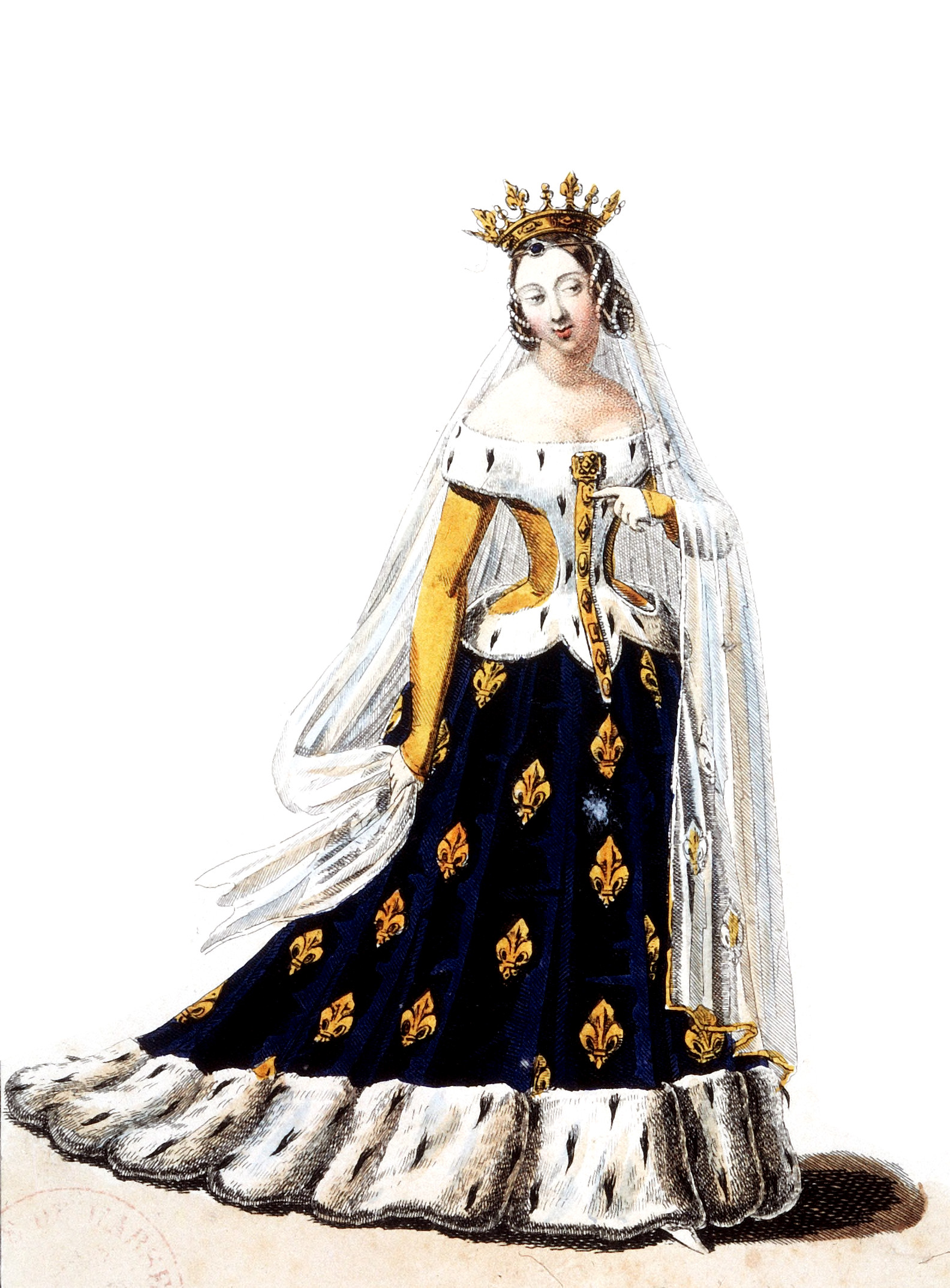
Julie Dorus-Gras (Isabelle)
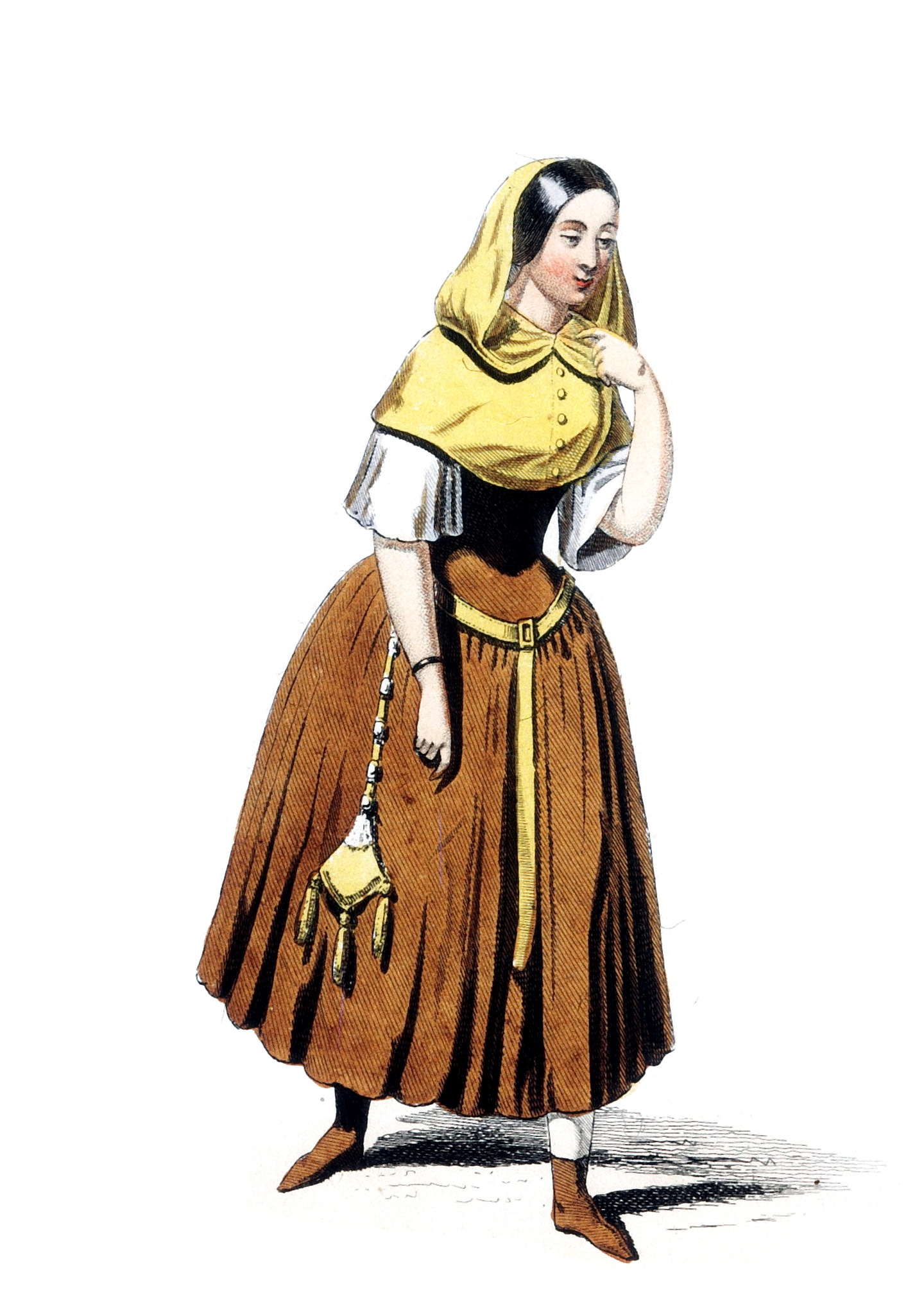
Rosine Stoltz (Odette)

Léon Curmer (1801–1870) ließ in seiner ausführlichen Rezension kein gutes Haar an der Musik. Die Oper sei ein schwaches Werk,  Halévy habe sich wohl mit den umfangreichen Partituren von La reine de Chypre und Charles VI in so kurzem Abstand übernommen. Auch Heinrich Heine war nicht begeistert:

„In der Académie royale de musique, der großen Oper, gab man dieser Tage Karl VI., Text von Casimir Delavigne, Musik von Halévy.  Auch hier bemerken wir zwischen dem Dichter und Componisten eine wahlverwandte Ähnlichkeit. Sie haben beide durch gewissenhaftes edles Streben ihre natürliche Begabniß  zu steigern gewußt und mehr durch die äußere Zucht der Schule als durch innere Ursprünglichkeit sich herangebildet. Deshalb sind sie auch beide nie ganz dem Schlechten verfallen, wie es dem Originalgenie zuweilen begegnet; sie leisteten immer etwas Erquickliches, etwas Schönes, etwas Respectables, Academisches, Classisches. Beide sind dabei gleich edle Naturen, würdige Gestalten, und in einer Zeit  wo das Gold sich geizig versteckt, wollen wir an dem cursirenden Silber nicht geringschätzend mäkeln.“

1870 zeigte das Théâtre-Lyrique eine deutlich gekürzte Fassung. Für mehrere Jahrzehnte wurde die Oper mit Erfolg in französischen Provinzstädten gespielt, zuletzt 1901 in Marseille, jedoch nur selten außerhalb Frankreichs. Belegbar sind Produktionen in Brüssel 1845, Den Haag 1846, New Orleans 1847, Hamburg 1851, Buenos Aires 1854, Batavia 1866, Barcelona 1871, Mailand 1876 und Mexiko 1882. Eine niederländische Übersetzung von J. Schmier wurde 1895 in Amsterdam veröffentlicht.
Im Jahr 2005 kam es zu einer konzertanten Aufführung der Oper in Compiègne. Die musikalische Leitung lag bei Miquel Ortega. Es spielten und sangen das Orchestre Français Albéric Magnard und der Chor Orfeon Pamplones. Als Solisten wirkten u. a. Armand Arapian, Isabelle Philippe, Anne-Sophie Schmidt, Bruno Comaretti, Armando Noguera, Matthieu Lecroart, Mathias Vidal, Eric Salha, Pierrick Boisseau, Jean-Loup Pagésy und Stéphane Malbec Garcia mit.

## Digitalisate
- Charles VI: Noten und Audiodateien im International Music Score Library Project
- Partitur, Paris 1843. Digitalisat bei Gallica
- Libretto (französisch), Paris 1843. Digitalisat bei Gallica
- Karl der Sechste : grosse Oper in fünf Aufzügen. Libretto (deutsch), Leipzig. Digitalisat der Library of Congress